# تاکس (پروتکل)
تاکس (انگلیسی: Tox) یک پروتکل همتابه‌همتا برای پیام رسانی متنی و تصویری رمزگذاری شده است.